# Vallera (Reiners)
Vallera és un veïnat dispers del terme comunal de Reiners, a la comarca del Vallespir (Catalunya del Nord).
Està situat a l'extrem de llevant del terme de Reiners, a la vall de la Ribera de Vallera. És a prop i a migdia de Can Jaume Patllari i al sud-est del Molí.